# Nuncjatura Apostolska w Indiach
Nuncjatura Apostolska w Indiach – misja dyplomatyczna Stolicy Apostolskiej w Indiach. Siedziba nuncjusza apostolskiego mieści się w Nowym Delhi.
Od 1985 nuncjusze apostolscy w Indiach akredytowani są również w Nepalu.

## Historia
W 1881 papież Leon XIII utworzył Delegaturę Apostolską Indii Wschodnich.
W 1948 papież Pius XII podniósł ją do rangi internuncjatury Indii, a w 1967 papież Paweł VI wyniósł ją do rangi nuncjatury.

## Szefowie misji dyplomatycznej Stolicy Apostolskiej w Indiach

### Delegaci apostolscy
- abp Antonio Agliardi (1884 - 1887) Włoch
- abp Andrea Aiuti (1887 - 1891) Włoch
- abp Władysław Michał Zaleski (1892 - 1916) Polak
- abp Pietro Fumasoni Biondi (1916 - 1919) Włoch
- abp Pietro Pisani (1919 - 1924) Włoch
- abp Edward Mooney (1926 - 1931) Amerykanin
- abp Leo Peter Kierkels CP (1931 - 1948) Holender

### Internuncjusze apostolscy
- abp Leo Peter Kierkels CP (1948 - 1952) Holender
- abp Martin Lucas SVD (1952 - 1956) Holender
- abp James Knox (1957 - 1967) Australijczyk

### Pronuncjusze apostolscy
- abp Giuseppe Caprio (1967 - 1969) Włoch
- abp Marie-Joseph Lemieux (1969 - 1971) Kanadyjczyk
- abp John Gordon (1971 - 1976) Irlandczyk
- abp Luciano Storero (1976 - 1981) Włoch
- abp Agostino Cacciavillan (1981 - 1990) Włoch
- abp Georg Zur (1990 - 1998) Niemiec

### Nuncjusze apostolscy
- abp Lorenzo Baldisseri (1999 - 2002) Włoch
- abp Pedro López Quintana (2002 - 2009) Hiszpan
- abp Salvatore Pennacchio (2010 - 2016) Włoch
- abp Giambattista Diquattro (2017 - 2020) Włoch
- abp Leopoldo Girelli (od 2021) Włoch